# Jože Dular
Jože Dular, slovenski pesnik, pisatelj in muzealec, * 24. februar 1915, Vavta vas, † 31. januar 2000, Metlika.
Dular je leta 1941 končal študij slavistike, romanistike in primerjalne književnosti na Filozofski fakulteti v Ljubljani. Med vojno je bil profesor in urednik, po vojni pa od leta 1951 do 1981 direktor Belokranjskega muzeja v Metliki.
Dular v svojem pesništvu nadaljuje novo romantično smer, v romanih pa realistično upodablja Dolenjsko. Ob svojem literarnem delu je bil Dular tudi pomemben krajevni zgodovinar, kulturni organizator in muzealec. 
Za svoje delo je prejel vrsto odlikovanj, med drugim Prešernovo, Trdinovo in Valvasorjevo nagrado (za življenjsko delo, za leto 1976). Bil je tudi častni član Belokranjskega muzejskega društva v Metliki in Slavističnega društva v Ljubljani ter častni občan Metlike in Novega mesta.
Po njem se danes imenuje ulica v Novem mestu.
Njegova sinova sta arheolog Janez Dular in etnolog Andrej Dular.